# Park Chang-hwan
Park Chang-hwan (kor. 박창환; * 21. November 2001) ist ein südkoreanischer Fußballspieler.

## Karriere
Park Chang-hwan erlernte das Fußballspielen in den Schulmannschaften der Punggi Elementary School, Iho Elementary School und der Soongsil High School sowie in den Jugendmannschaften vom FC KHT Idong und Yangju FC. Seinen ersten Profivertrag unterschrieb er 2021 bei Incheon United. Das Fußballfranchise aus Incheon spielte in der ersten Liga des Landes, der K League 1. Sein Profidebüt gab er am 28. Februar 2021 im Auswärtsspiel bei den Pohang Steelers. Hier stand er in der Startelf und wurde in der 22. Minute gegen Elías Aguilar ausgewechselt.